# أدم زانيتوبولوس
أدم زانيتوبولوس (باليونانية: Αδάμ Τζανετόπουλος) هو لاعب كرة قدم يوناني في مركز قلب الدفاع والوسط المدافع ولد في يوم 10 فبراير 1995 في مدينة فولوس في اليونان، يلعب حالياً مع نادي الظفرة الإماراتي وسبق له اللعب مع نادي إيراكليس تسالونيكي ونيكي فولو وأولمبياكوس ونادي أيك أثينا، في سنة 2015 بدأ باللعب مع منتخب اليونان لكرة القدم ويبلغ طوله 193 سم.

## روابط خارجية
- أدم زانيتوبولوس على موقع قاعدة بيانات كرة القدم.إي يو (الإنجليزية)
- أدم زانيتوبولوس على موقع ناشيونال فوتبول تيمز (الإنجليزية)
- أدم زانيتوبولوس على موقع Soccerway.com (الإنجليزية)